# Enguerrand I di Ponthieu
Enguerrand I di Ponthieu, in francese: Enguerrand Ier de Ponthieu (... – 1045), fu protettore (avoué) di Saint-Riquier e signore e poi conte di Ponthieu.

## Origine
Era il figlio primogenito del protettore (avoué) di Saint-Riquier e di Forest-Montiers, castellano d'Abbeville e signore di Ponthieu, Ugo I di Ponthieu e di Gisèle o Gisela di Francia, figlia di Ugo Capeto.

## Biografia
Suo padre Ugo ricevette dal re dei Franchi occidentali, Ugo Capeto, la signoria di Ponthieu, il castello di Abbeville e la proprietà di Forest-l'Abbaye, prima legata all'Abbazia di Saint-Riquier e la nomina a difensore dell'Abbazia di Saint-Riquier.
Ugo morì il 4 luglio 1000 e Enguerrand gli succedette , come signore di Ponthieu e protettore (avoué) di Saint-Riquier.
Enguerrand I uccise in combattimento, nel 1033, il conte di Boulogne, Baldovino II, e poi ne sposò la vedova, Adelina d'Olanda, e si impossessò temporaneamente del ducato di Boulogne, assumendo il titolo di conte.
Durante il ducato di Roberto I di Normandia, il conte di Brionne, Gilberto, invase la zona di Vimeu, in Piccardia, ma fu affrontato e duramente sconfitto da Enguerrand, il quale, in seguito a questa vittoria, fece costruire il monastero dedicato alla Madonna, in una località, denominata Bec.
Enguerrand I morì nel 1045 e fu tumulato nell'Abbazia di Saint-Riquier. Gli succedette il figlio primogenito, Ugo II.

## Matrimonio e discendenza
Enguerrand, in prime nozze, aveva sposato una donna di cui non conosciamo né il nome né gli ascendenti, dalla quale ebbe tre figli:
- Ugo, conte, di Ponthieu
- Guido († 1074), vescovo di Amiens
- Folco († dopo il 1059), abate di Saint-Riquier, poi di Forest-Montiers.

Verso il 1033, Enguerrand sposò Adelina d'Olanda (circa 990 – circa 1045), figlia del conte d'Olanda Arnolfo di Frisia, e di Liutgarda di Lussemburgo. Enguerrand da Adelina non ebbe figli.